# Make It Rain: The Love of Money
Make It Rain: The Love of Money is een mobiele gameapp van het bedrijf Space Inch, LLC dat in 2014 werd uitgebracht. In de eerste week na lancering voor OS van Apple was het met 2 miljoen downloads het meest gedownloade spel in de iTunes Store. Het spel draait om geld, hebzucht, politiek en corruptie. In het spel kan veel geld worden verdiend met handel met voorkennis, rommelhypotheken en het omkopen van politieke figuren. Volgens de makers is het spel een satire op de obsessie voor rijkdom. Bestuursvoorzitter van Space Inch, Josh Segall, is zelf strafrechtadvocaat en geeft aan het verontrustend te vinden dat het omkopen van de FBI de populairste betaalde aankoop voor het spel is. Het spel is beschikbaar voor zowel de besturingssystemen Apple als Android.
Volgens Josh Segall investeerde het bedrijf 10.000 dollar in de ontwikkeling en gaf het 1000 dollar uit aan de marketing van het spel en levert het dagelijks 50.000 dollar op aan advertentie-inkomsten en aankopen voor het spel.
Space Inch ontwikkelde ook Disco Bees en Say The Same Thing. Andy Ross, zanger van de band OK Go, is hoofd softwareontwikkeling bij Space Inch, LLC.